# Dirhinus linearis
Dirhinus linearis is een vliesvleugelig insect uit de familie bronswespen (Chalcididae). De wetenschappelijke naam is voor het eerst geldig gepubliceerd in 1927 door Masi.